# أخلاقيات الطب

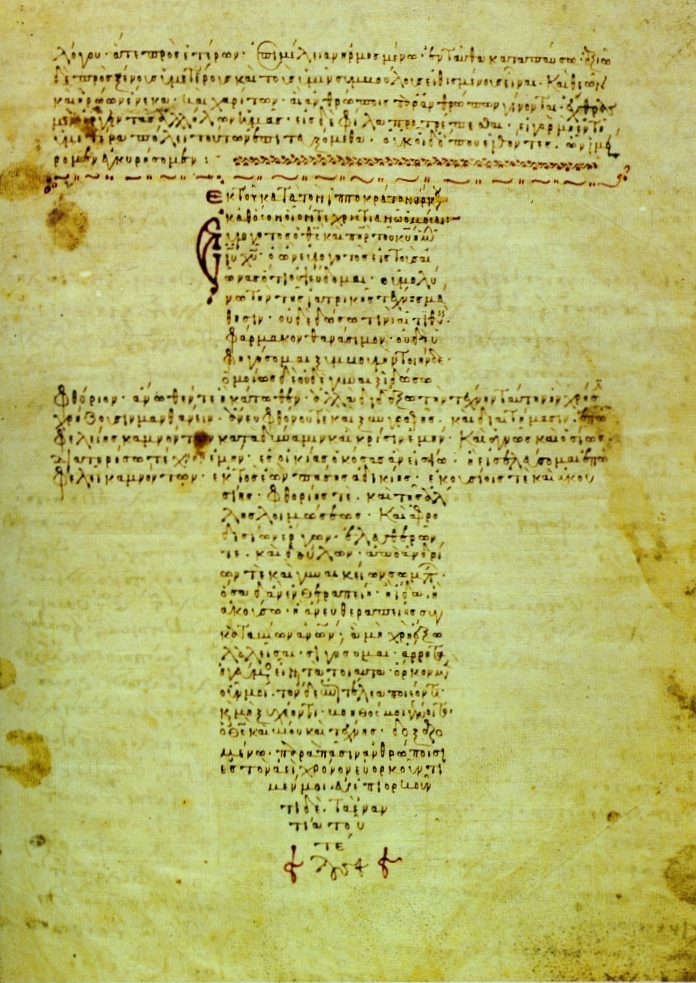

أخلاقيات الطب (بالإنجليزية: Medical ethics)‏ أو آداب الطب جزء من الأخلاقيات يبحث المشكلات التي قد تنتج عن تعامل الأطباء مع المرضى ومع زملائهم من الأطباء أو غيرهم من العاملين في الحقل الصحي؛ وهي مجموعة من الأخلاقيات المتعارف عليها طبّياً خلال ممارسة مهنة التطبيب وهي أخلاقيات وقيم تم اكتسابها وتبنيها من قبل الهيئات الطبيّة على مدار تاريخ الطب واستناداً لقيم دينية وفلسفية وأخلاقية، والتي تدعمها غالباً مجموعة من القوانين واللوائح المنظمة للعمل الطبي.

## التاريخ
يمكن تتبع نشأة أخلاقيات الطب إلى العصور القديمة وذلك إلى أبقراط وما يعرف بقسم أبقراط، وإلى التعاليم الربانية المسيحية القديمة. وفي العصور الوسطى وبداية العصر الحديث فإن الفضل يعود لأطباء مسلمين كإسحاق بن علي الرحاوي في كتابه (آداب الطبيب)، والطبيب أبو بكر الرازي، ومفكرين يهود كـموسى بن ميمون القُرْطُبيّ، ومفكرين مدرسيين كاثوليكيين كالقديس توما الأكويني. والذين تركوا بصمة واضحة في تاريخ الطب في العصور الوسطى والذي نجد له الأثر حتى عصرنا هذا في أخلاقيات الطب الإسلامية واليهودية والكاثوليكية.

## القيم في أخلاقيات الطب
هناك ست قيم يجدر الحديث عنها؛ وذلك لأنها القيم الأساسية التي يجب أخذها بعين الاعتبار في مناقشات القضايا الأخلاقية الطبية:
1. الاستقلال الذاتي– للمريض الحق في اختيار أو رفض طريقة معالجته. (Voluntas aegroti suprema lex).
2. المعاملة الحسنة– يجب على صاحب المهنة أن يعامل المريض بكامل الاهتمام.(Salus aegroti suprema lex).
3. عدم الإيذاء – من اللاتينية (primum non nocere) وتعني «بدايةً، لا تؤذِ».
4. العدالة – الاهتمام بتوزيع مصادر الصحة النادرة، وتقرير من الذي يستحق أخذ علاج ما (الإنصاف والمساواة).
5. الكرامة – للمريض (ومعالِجِه) الحق في الكرامة.
6. الصدق والأمانة – ازدادت أهمية مصطلح الموافقة المستنيرة بعد محاكمة الأطباء (وهي المحاكمة الأولى لـ12 محاكمة أقامتها الولايات المتحدة لـجرائم الحرب في نورنبيرغ).

يمكن -في بعض الحالات- أن تتعارض هذه المبادئ مع بعضها وهو ما قد يشكل معضلة، ويمكن أن لا يوجد حل مثالي لمعضلة من هذا النوع. كما يمكن أن تتعارض هذه القيم عند أناس وآخرين.

## السرية
تُطبّق السرية عادةً على المحادثات بين الأطباء والمرضى. يُعرف هذا المفهوم باسم امتياز الطبيب المريض. تمنع الحماية القانونية الأطباء من الكشف عن مناقشاتهم مع المرضى، حتى تحت القسم في المحكمة.
تم تفويض السرية في أمريكا بموجب قانون التأمين الصحي للمساءلة والتأمين لعام 1996 المعروف باسم HIPAA، وعلى وجه التحديد قاعدة الخصوصية في قوانين الولاية المختلفة، والتي كان بعضها أكثر صرامةً من قانون HIPAA. ومع ذلك، فقد تم استبعاد العديد من الاستثناءات من القواعد على مر السنين. فعلى سبيل المثال، تطلب العديد من الولايات من الأطباء الإبلاغ عن وجود أية جروح ناجمة عن طلقات نارية إلى الشرطة والإبلاغ عن السائقين المُعاقين لقسم السيارات. كما يتم الطعن في السرية في الحالات التي تنطوي على تشخيص مرض ينتقل عن طريق الاتصال الجنسي في المريض الذي يرفض إجراء تحاليل الزواج، وفي إنهاء حمل من هم دون السن دون معرفة والدي المريض. يوجد لدى العديد من الولايات في الولايات المتحدة قوانين تحكم إعلام الوالدين في حالات الإجهاض دون السن القانونية.
نظرت الأخلاقيات الطبية تقليديًا إلى واجب السرية كعقيدة غير قابلة للتفاوض نسبيًا من الممارسة الطبية. ولقد ناقش النقاد أمثال جاكوب آبيل في الآونة الأخيرة مقاربة أكثر دقةً للواجب الذي يعترف بالحاجة إلى المرونة في العديد من الحالات.
تُعد السرية قضية مهمة في أخلاقيات الرعاية الأولية، حيث يهتم الأطباء بالعديد من المرضى من نفس العائلة والمجتمع، وحيث تقوم الأطراف الثالثة في كثير من الأحيان بطلب معلومات من قاعدة البيانات الطبية الكبيرة التي يتم جمعها عادة في الرعاية الصحية الأولية.

## أهمية التواصل
يمكن إرجاع العديد من ما يسمى «الصراعات الأخلاقية» في أخلاقيات الطب إلى عدم التواصل. يمكن أن يؤدي ضعف الاتصال بين المرضى وفريق الرعاية الصحية، أو بين أفراد العائلة، أو بين أعضاء المجتمع الطبي إلى اختلافات ومشاعر قوية. يجب معالجة هذه المشاكل، ويمكن حل العديد من مشكلات «الأخلاقيات» التي لا يمكن التغلب عليها فيما يبدو عن طريق تقوية الاتصال بين الأفراد.

## السيطرة والقرار
لضمان أن يتم تطبيق القيم الأخلاقية المناسبة داخل المستشفيات، يتطلب اعتماد المستشفيات الفعالة التي تأخذ الاعتبارات الأخلاقية في الاعتبار، على سبيل المثال فيما يتعلق سلامة الطبيب، وتضارب المصالح، وأخلاقيات البحث وأخلاقيات زرع الأعضاء.

### القواعد الارشادية
توجد الكثير من الوثائق لتاريخ وضرورة إعلان هلسنكي. كانت هناك مدونة للسلوك الأولى للبحث بما في ذلك الأخلاقيات الطبية في مدونة نورنبيرغ. كان لهذه الوثيقة روابط كبيرة بجرائم الحرب النازية، كما تم تقديمها في عام 1947، لذا لم يحدث الكثير من الاختلاف فيما يتعلق بتنظيم الممارسة. دعت هذه القضية إلى إنشاء الإعلان. وكانت هناك بعض الاختلافات الصارخة بين مدونة نورمبرغ وإعلان هلسنكي، بما في ذلك طريقة كتابته. تمت كتابة نورمبرغ بطريقة مختصرة للغاية مع شرح بسيط، بينما تمت كتابة إعلان هلسنكي مع أخذ تفسير شامل في الاعتبار يتضمن العديد من التعليقات المحددة.
يقدم المجلس الطبي العام في المملكة المتحدة إرشادات حديثة شاملة واضحة في شكل بيان «الممارسة الطبية الجيدة». غالباً ما يستشيرها الأطباء البريطانيون منظمات أخرى، مثل جمعية الحماية الطبية وعدد من أقسام الجامعة، فيما يتعلق بالقضايا المتعلقة بالأخلاقيات.

## لجان الأخلاقيات
لا يكفي التواصل البسيط في كثير من الأحيان لحل النزاع، ويجب على لجنة أخلاقيات المستشفى أن تعقد قرارًا بشأن المسئل المُعقدة.
وتتكون هذه الهيئات في المقام الأول من المتخصصين في الرعاية الصحية، ولكن يمكن أن تشمل أيضًا الفلاسفة والعلمانيين، ويُعتبر وجود رجال الدين - في الواقع، في أجزاء كثيرة من العالم إلزاميًا من أجل توفير التوازن.
وفيما يتعلق بالتركيب المتوقع لهذه الهيئات في الولايات المتحدة الأمريكية وأوروبا وأستراليا، ينطبق ما يلي:
- تشير التوصيات الأمريكية إلى أنه يجب أن يكون لدى المجالس البحثية والأخلاقية (REBs) خمسة أعضاء أو أكثر، بما في ذلك عالم واحد على الأقل، وعضو غير عالم، وشخص واحد غير تابع للمؤسسة. ويجب أن يتضمن المجلس الأخلاقي الأشخاص ذو الدراية بالقانون ومعايير الممارسة والسلوك المهني. وتتم الدعوة لعضويات خاصة للمخاوف من الإعاقة أو المعوقين إذا كان البروتوكول المطلوب قيد المراجعة مطلوبًا.

- يقترح المنتدى الأوروبي للممارسة السريرية الجيدة (EFGCP) أن تشمل المجالس الأخلاقية اثنين من الأطباء الممارسين الذين يتبادلون الخبرة في مجال البحوث الطبية الحيوية وأن يكونا مستقلين عن المؤسسة التي تجري فيها البحوث؛ وشخص واحد يعمل محامٍ وأخصائي طبي واحد، وليكن على سبيل المثال ممرض أو صيدلي. يوصي المنتدى بأن يشمل النصاب القانوني كلا الجنسين من نطاق عمري واسع ويعكس التكوين الثقافي للمجتمع المحلي.

- كانت توصيات لجنة الأخلاقيات الصحية الأسترالية لعام 1996 بعنوان «العضوية بصفة عامة في لجان الأخلاقيات المؤسسية» حيث اقترحت أن يكون الرئيس شخصًا غيرمرتبط بالمؤسسة. كما يجب أن يشمل الأعضاء شخصًا لديه معرفة وخبرة في الرعاية المهنية، أو قادر على تقديم المشورة أو العلاج للإنسان؛ كرجل الدين أو غيره، وليكن على سبيل المثال شيخ من السكان الأصليين وشخص عادي وسيدة ومحامِ، وممرضة في حالة لجنة الأخلاقيات في المستشفيات.

## الأخلاقيات الطبية في عالم على الإنترنت
يقوم الباحثون الطبيون بشكل متكرر بالبحث عن الأنشطة في البيئات عبر الإنترنت مثل لوحات المناقشة ولوحات الإعلانات، مع وجود قلق من عدم تطبيق متطلبات الموافقة المسبقة والخصوصية، على الرغم من وجود بعض الإرشادات.
ظهرت مشكلة الكشف عن المعلومات. ففي الوقت الذي يرغب فيه الباحثون في الاقتباس من المصدر الأصلي لمجادلة نقطة معينة، يمكن أن يكون لذلك تداعيات كعدم الحفاظ على سرية هوية المريض. كما يمكن استخدام الاقتباسات والمعلومات الأخرى الخاصة بالموقع لتحديد هوية المريض، وقد أبلغ الباحثون عن حالات استخدم فيها أعضاء الموقع، والمدونون وغيرهم هذه المعلومات كـ «أدلة» في لعبة في محاولة لتحديد الموقع. استخدم بعض الباحثين أساليب مختلفة من «التنكر الثقيل». بما في ذلك مناقشة حالة مختلفة عن تلك قيد الدراسة.

## تضارب المصالح
يجب ألا يسمح الأطباء بتضارب المصالح للتأثير على الحكم الطبي.يصعب تجنب النزاعات في بعض الحالات ويتحمل الأطباء مسؤولية تجنب الدخول في مثل هذه الحالات. أظهرت الأبحاث أن تضارب المصالح شائع جدًا بين الأطباء الأكاديميين والأطباء من الناحية العملية. أعلنت شركة Pew Charitable Trusts عن مشروع وصفات طبية لـ «المراكز الطبية الأكاديمية، والجمعيات الطبية المتخصصة، والدافعين من القطاعين العام والخاص لإنهاء تضارب المصالح الناتج عن 12 مليار دولار تنفق سنويًا على تسويق الأدوية».

### الإحالة
تبين أن الأطباء الذين يحصلون على دخل من المرضى المحالين لإجراء الفحوصات الطبية يحيلون المزيد من المرضى لإجراء الفحوصات الطبية. تعتبر هذه الممارسة محظورة بموجب دليل أخلاقيات كلية الطب الأمريكية. يعتبر تقسيم الرسوم ودفع العمولات لجذب إحالات المرضى أمرًا غير أخلاقي وغير مقبول في معظم أنحاء العالم.

### علاقات البائعين
تشير الدراسات إلى أن الأطباء يمكن أن يتأثروا بإغراءات شركات الأدوية، بما في ذلك الهدايا والمواد الغذائية. تؤثر برامج التعليم الطبي المستمر التي ترعاها الشركات الصناعية على أنماط وصف الأدوية. وافق العديد من المرضى الذين شملهم المسح في إحدى الدراسات على أن هبات الأطباء من شركات الأدوية تؤثر على ممارسات وصف الدواء. وتحاول حركة متنامية بين الأطباء الحد من تأثير تسويق صناعة الأدوية على الممارسة الطبية، كما يتضح من حظر جامعة ستانفورد على وجبات الغداء والهدايا التي ترعاها شركة الأدوية. تشمل المؤسسات الأكاديمية الأخرى التي حظرت الهدايا والمواد الغذائية التي ترعاها الصناعات الصيدلانية مؤسسات جونز هوبكنز الطبية، وجامعة ميتشيغان، وجامعة بنسلفانيا، وجامعة ييل.

### علاج أفراد الأسرة
تنص الجمعية الطبية الأمريكية (AMA) على أن «الأطباء عمومًا لا ينبغي أن يعالجوا أنفسهم أو أفراد عائلتهم بصورة مباشرة». يسعى هذا الرمز إلى حماية المرضى والأطباء لأن الموضوعية المهنية يمكن أن تتعرض للخطر عندما يعالج الطبيب أحد أفراد أسرته. أوضحت الدراسات التي أجرتها منظمات صحية متعددة أن العلاقات بين أعضاء الأسرة والعائلة قد تؤدي إلى زيادة في الاختبارات التشخيصية والتكاليف. لا يزال العديد من الأطباء يعالجون أفراد عائلاتهم. يجب أن يكون الأطباء الذين يفعلون ذلك يقظين لعدم خلق تضارب في المصالح أو وصف علاج غير لائق. كما يجب على الأطباء الذين يعالجون أفراد العائلة أن يكونوا واعين للتوقعات والمعضلات المتضاربة عند التعامل مع الأقارب، حيث قد لا تكون المبادئ الأخلاقية الطبية الراسخة ضرورية أخلاقياً عندما يواجه أفراد الأسرة مرضًا خطيرًا.

### العلاقات الجنسية
يمكن للعلاقات الجنسية بين الأطباء والمرضى خلق نزاعات أخلاقية، حيث قد تتعارض الموافقة الجنسية مع المسؤولية الائتمانية للطبيب. أجريت دراسات من بين العديد من التخصصات في الطب الحالي من أجل التأكد من حدوث سوء السلوك الجنسي طبيب المريض. تشير نتائج تلك الدراسات إلى أن بعض التخصصات تكون أكثر عرضة للجناة من غيرها فعلى سبيل المثال، الأطباء النفسيون وأخصائيو أمراض النساء والتوليد، هما اختصاصان لوحظ فيهما ارتفاع معدل سوء السلوك الجنسي. كما يرتبط انتهاك السلوك الأخلاقي بين الأطباء والمرضى بعمر وجنس الطبيب والمريض. وُجد أن الأطباء الذكور الذين تتراوح أعمارهم بين 40-49 و 50-59 سنة أكثر عرضةً للإبلاغ عن سوء السلوك الجنسي، في حين وُجد أن النساء اللواتي تتراوح أعمارهن بين 20 و 39 يشكلن نسبة كبيرة من الضحايا الجنسيين المبلغ عنها. يواجه الأطباء الذين يدخلون في علاقات جنسية مع المرضى تهديدات بفقدان رخصتهم الطبية ومقاضاتهم. وفي أوائل التسعينات، قُدّر أن 2-9 ٪ من الأطباء قد انتهكوا هذه القاعدة. قد تكون العلاقات الجنسية بين الأطباء وأقارب المرضى ممنوعة أيضًا في بعض الولايات القضائية، على الرغم من أن هذا الحظر مثير للجدل بدرجة كبيرة.